# LNFA Femenina 9×9 2019
La LNFA Femenina 2019 9×9 è la 9ª edizione del campionato di football americano femminile di primo livello, organizzato dalla FEFA.

## Squadre partecipanti
| Club                 | Città                     | Stadio | Sponsor ufficiale | Risultato nella stagione 2018 |
| -------------------- | ------------------------- | ------ | ----------------- | ----------------------------- |
| Badalona Dracs       | Badalona                  |        |                   |                               |
| Barberá Rookies      | Barberà del Vallès        |        |                   |                               |
| Barcelona Búfals     | Barcellona                |        |                   |                               |
| L'Hospitalet Pioners | L'Hospitalet de Llobregat |        |                   |                               |
| Valencia Firebats    | Valencia                  |        |                   |                               |

## Stagione regolare

### Calendario

#### 1ª giornata
| Valencia 12 gennaio 2019, ore 17:30 | Valencia Firebats | 16 – 6 referto | Barcelona Búfals | Estadio Municipal Jardín del Turia |

#### Recuperi 1
| Terrassa 19 gennaio 2019, ore 16:00 | L'Hospitalet Pioners | 70 – 6 referto | Badalona Dracs | Campo de Fútbol de Can Boada |

#### 2ª giornata
| Valencia 26 gennaio 2019, ore 11:30 | Valencia Firebats | 70 – 0 referto | Badalona Dracs | Estadio Municipal Jardín del Turia |

#### Recuperi 2
| Barberà del Vallès 2 febbraio 2019, ore 16:00 | Barberá Rookies | 20 – 6 referto | L'Hospitalet Pioners | Instal·lacions de Can Llobet |

#### 3ª giornata
| Valencia 9 febbraio 2019, ore 17:30 | Valencia Firebats | 8 – 30 referto | Barberá Rookies | Estadio Municipal Jardín del Turia |

#### Recuperi 3
| Badalona 17 febbraio 2019, ore 11:30 | Badalona Dracs | 8 – 44 referto | Barcelona Búfals | Camp de Futbol Pomar |

#### 4ª giornata
| L'Hospitalet de Llobregat 23 febbraio 2019, ore 15:00 | L'Hospitalet Pioners | 12 – 16 referto | Valencia Firebats | Complex Esportiu L'Hospitalet Nord |

| Barberà del Vallès 24 febbraio 2019, ore 10:30 | Barberá Rookies | 22 – 2 referto | Barcelona Búfals | Instal·lacions de Can Llobet |

#### 5ª giornata
| Barcellona 3 marzo 2019, ore 11:30 | Barcelona Búfals | 14 – 12 referto | L'Hospitalet Pioners | Camp de Futbol de la Barceloneta |

| Badalona 3 marzo 2019, ore 16:15 | Badalona Dracs | 0 – 46 referto | Barberá Rookies | Campo de Fútbol Pomar |

#### 6ª giornata
| Santa Coloma de Gramenet 17 marzo 2019, ore 11:30 | Badalona Dracs | 8 – 44 referto | L'Hospitalet Pioners | Campo de Fútbol Badalona Sud |

#### 7ª giornata
| Barcellona 24 marzo 2019, ore 11:30 | Barcelona Búfals | 6 – 12 referto | Valencia Firebats | Camp de Futbol de la Barceloneta |

#### 8ª giornata
| Badalona 30 marzo 2019, ore 12:15 | Badalona Dracs | 6 – 62 referto | Valencia Firebats | Campo de Fútbol Pomar |

| L'Hospitalet de Llobregat 30 marzo 2019, ore 15:00 | L'Hospitalet Pioners | 6 – 34 referto | Barberá Rookies | Complex Esportiu L'Hospitalet Nord |

#### 9ª giornata
| Barberà del Vallès 13 aprile 2019, ore 16:00 | Barberá Rookies | 28 – 14 referto | Valencia Firebats | Instal·lacions de Can Llobet |

| Santa Coloma de Gramenet 14 aprile 2019, ore 11:30 | Barcelona Búfals | 40 – 6 referto | Badalona Dracs | Campo de Fútbol Badalona Sud |

#### 10ª giornata
| Valencia 27 aprile 2019, ore 16:30 | Valencia Firebats | 34 – 14 referto | L'Hospitalet Pioners | Estadio Municipal Jardín del Turia |

| Barcellona 28 aprile 2019, ore 11:30 | Barcelona Búfals | 6 – 42 referto | Barberá Rookies | Camp de Futbol de la Barceloneta |

#### 11ª giornata
| Barberà del Vallès 11 maggio 2019, ore 16:00 | Barberá Rookies | 42 – 0 referto | Badalona Dracs | Instal·lacions de Can Llobet |

| L'Hospitalet de Llobregat 11 maggio 2019, ore 16:30 | L'Hospitalet Pioners | 14 – 18 referto | Barcelona Búfals | Complex Esportiu L'Hospitalet Nord |

### Classifica
La classifica della regular season è la seguente:
- PCT = percentuale di vittorie, G = partite giocate, V = partite vinte,  P = partite perse, PF = punti fatti, PS = punti subiti

| Pos. | Squadra              | PCT   | G | V | N | P | PF  | PS  |
| ---- | -------------------- | ----- | - | - | - | - | --- | --- |
| 1    | Barberá Rookies      | 1.000 | 8 | 8 | 0 | 0 | 264 | 42  |
| 2    | Valencia Firebats    | .750  | 8 | 6 | 0 | 2 | 232 | 102 |
| 3    | Barcelona Búfals     | .500  | 8 | 4 | 0 | 4 | 136 | 132 |
| 4    | L'Hospitalet Pioners | .250  | 8 | 2 | 0 | 6 | 178 | 150 |
| 5    | Badalona Dracs       | .000  | 8 | 0 | 0 | 8 | 34  | 418 |

## IX Woman Spanish Bowl
| Murcia 25 maggio 2019 | Barberá Rookies | 6 – 12 | Valencia Firebats |  |

## Verdetti
- Valencia Firebats Campionesse della Spagna 2019